# Paesi Bassi ai Giochi della XXXI Olimpiade
I Paesi Bassi hanno partecipato ai Giochi della XXXI Olimpiade, che si sono svolti a Rio de Janeiro, Brasile, dal 5 al 21 agosto 2016.

## Medaglie

### Medagliere per disciplina
| Sport            | Oro | Argento | Bronzo | Totale |
| ---------------- | --- | ------- | ------ | ------ |
| Ciclismo         | 2   | 3       | 1      | 6      |
| Vela             | 2   | 0       | 0      | 2      |
| Nuoto            | 2   | 0       | 0      | 2      |
| Canottaggio      | 1   | 1       | 1      | 3      |
| Ginnastica       | 1   | 0       | 0      | 1      |
| Atletica leggera | 0   | 1       | 0      | 1      |
| Pugilato         | 0   | 1       | 0      | 1      |
| Hockey su prato  | 0   | 1       | 0      | 1      |
| Judo             | 0   | 0       | 1      | 1      |
| Beach volley     | 0   | 0       | 1      | 1      |
| Totale           | 8   | 7       | 4      | 19     |

### Medaglie d'oro
| Medaglia | Nome                     | Sport       | Evento                             |
| -------- | ------------------------ | ----------- | ---------------------------------- |
| Oro      | Anna van der Breggen     | Ciclismo    | Corsa in linea femminile           |
| Oro      | Maaike Head Ilse Paulis  | Canottaggio | 2 di coppia pesi leggeri femminile |
| Oro      | Elis Ligtlee             | Ciclismo    | Keirin femminile                   |
| Oro      | Dorian van Rijsselberghe | Vela        | RS:X maschile                      |
| Oro      | Sharon van Rouwendaal    | Nuoto       | 10 km femminili                    |
| Oro      | Sanne Wevers             | Ginnastica  | Trave                              |
| Oro      | Ferry Weertman           | Nuoto       | 10 km maschili                     |
| Oro      | Marit Bouwmeester        | Vela        | Laser Radial femminile             |

### Medaglie d'argento
| Medaglia | Nome | Sport            | Evento                    |
| -------- | --- | ---------------- | ------------------------- |
| Argento  | Tom Dumoulin | Ciclismo         | Cronometro maschile       |
| Argento  | Chantal Achterberg Nicole Beukers Inge Janssen Carline Bouw | Canottaggio      | 4 di coppia femminile     |
| Argento  | Matthijs Büchli | Ciclismo         | Keirin maschile           |
| Argento  | Dafne Schippers | Atletica leggera | 200 metri piani femminili |
| Argento  | Jelle van Gorkom | Ciclismo         | BMX maschile              |
| Argento  | Naomi van As Willemijn Bos Carlien Dirkse van den Heuvel Margot van Geffen Eva de Goede Ellen Hoog Kelly Jonker Marloes Keetels Laurien Leurink Caia van Maasakker Kitty van Male Maartje Paumen Joyce Sombroek Maria Verschoor Xan de Waard Lidewij Welten | Hockey su prato  | Torneo femminile          |
| Argento  | Nouchka Fontijn | Pugilato         | Pesi medi femminile       |

### Medaglie di bronzo
| Medaglia | Nome | Sport        | Evento               |
| -------- | --- | ------------ | -------------------- |
| Bronzo   | Anicka van Emden | Judo         | 63 kg femminile      |
| Bronzo   | Anna van der Breggen | Ciclismo     | Cronometro femminile |
| Bronzo   | Dirk Uittenbogaard Boaz Meylink Kaj Hendriks Boudewijn Röell Olivier Siegelaar Tone Wieten Mechiel Versluis Robert Lücken Peter Wiersum | Canottaggio  | Otto maschile        |
| Bronzo   | Alexander Brouwer Robert Meeuwsen | Beach volley | Torneo maschile      |

## Atletica
I Paesi Bassi hanno, ad oggi, qualificato a Rio i seguenti atleti:
- 200m femminili - 1 atleta (Jamile Samuel)
- 100m femminili - 2 atleti (Dafne Schippers e Jamile Samuel)
- 100m ostacoli femminili - 1 atleta (Nadine Visser)
- Maratona femminile- 1 atleta (Renate Vranken)

## Nuoto
| Atleta                                                                                | Evento                    | Batterie | Batterie   | Semifinali      | Semifinali      | Finale          | Finale          |
| Atleta                                                                                | Evento                    | Tempo    | Classifica | Tempo           | Classifica      | Tempo           | Classifica      |
| ------------------------------------------------------------------------------------- | ------------------------- | -------- | ---------- | --------------- | --------------- | --------------- | --------------- |
| Marrit Steenbergen Femke Heemskerk Inge Dekker Ranomi Kromowidjojo Maud van der Meer* | 4×100 m libero            | 3:35"94  | 5ª C       | N.D.            | N.D.            | 3:33"81         | 4ª              |
| Kira Toussaint                                                                        | 100 metri dorso femminili | 1'01"17  | 18ª        | non qualificata | non qualificata | non qualificata | non qualificata |

- Nuotato in manche unica

| Atleta              | Evento       | Batterie | Batterie   | Semifinali | Semifinali | Finale          | Finale          |
| Atleta              | Evento       | Tempo    | Classifica | Tempo      | Classifica | Tempo           | Classifica      |
| ------------------- | ------------ | -------- | ---------- | ---------- | ---------- | --------------- | --------------- |
| Maarten Brzoskowski | 400 m libero | 3:48,00  | 18ª        | N.D.       | N.D.       | non qualificato | non qualificato |